# Komenzalizam
Komenzalizmom (latinski cum – sa, zajedno; i mensa – stol, dakle, doslovno, zajedno za stolom) naziva se oblik zajedničkog života dva organizma različitih vrsta kod kojih jedan partner (komenzal) ima korist od drugog (domaćin), a da pri tome ovaj drugi nema štetu. Ovaj specifični oblik međusobnog odnosa je jedna vrsta probioze.

## Čovjek
Kod ljudi se oni mikroorganizmi koji nastanjuju različite biotope i u svojoj ukupnosti su kod čovjeka normalna flora, nazivaju ekto- i endokomenzalima. Ovdje se dijelom radi i o mutualizmu, jer mnogi od tih mikroorganizama imaju zaštitnu ulogu u biotopu koji nastanjuju pa neravnoteža te flore uzrokuje zdravstvene probleme. To su:
- na koži (ovisno o području) različita kožna flora
- u usnoj šupljini je usna flora (koja u području zubi ipak ne štiti od mikroorganizama koji luče kiselinu što izaziva karijes)
- u gornjem dijelu dišnih organa fiziološki mikroorganizmi
- u crijevima, ovisno o dijelu, različita crijevna flora
- kod žena (u vagini) vaginalna flora čiji sastav je različit, ovisno o životnoj dobi žene.

## Životinje
Strvinari koji u stepama i pustinjama slijede veće lovce. Povremeno ti komenzali mogu, zbog njihove masovnosti ili nedovoljne količine hrane, postati konkurencija lovcima koje slijede.